# Parque nacional de Yala
El Parque nacional Yala (en cingalés: යාල ජාතික වනෝද්‍යානය) es un parque nacional ubicado en Sri Lanka. Consiste en cinco bloques —como el Bloque I, también llamado Parque nacional Ruhuna— y áreas adyacentes, como lo es el parque nacional Kumana. Está localizado en la región sudeste del país, en las provincias Sur y Uva, a unos 300 kilómetros de Colombo. Además, cubre una superficie de 97 878 hectáreas. En 1938, se le designó parque nacional y se conoce por su variedad de animales. En este sentido, es uno de los lugares con mayor densidad de población del elefante de Sri Lanka y el leopardo de Ceilán. También es una de las áreas importantes para la conservación de las aves en el país asiático.

## Características físicas
El área de Yala está compuesta principalmente de roca metamórfica del Precámbrico y se clasifica en dos series: serie Vijayan y serie de las tierras altas. Los tipos de suelo que predominan son el rojo marrón y el marrón no cálcico. Localizada en la penillanura más baja de Sri Lanka, topográficamente es una región plana, moderadamente ondulada, con altitudes que van de los treinta metros en la costa a los cien o ciento veinticinco tierra adentro. Por otro lado, el clima es de tipo semiárido y la precipitación anual promedio es de 900 milímetros en el sur a 1300 en el norte, con una temporada de sequía de mayo a septiembre y una temperatura que va de los 26.4 °C en enero a 30 °C en abril.
Asimismo, la velocidad del viento varía de los quince kilómetros por hora durante el monzón del noreste y de veintitrés en el del sudoeste. Muchos ríos y arroyos fluyen en dirección al sureste y se originan en las tierras altas adyacentes del distrito de Hambantota o de las colinas centrales y de Uva. Los ríos Kumbukkan Oya —en el noreste—, Menik y sus tributarios —en el oeste— discurren a través del parque y provén una fuente de agua a los animales durante la sequía. Estas corrientes muestran fluctuaciones en su escorrentía entre las estaciones seca y lluviosa. En este sentido, el Kumbukkan Oya lleva siete veces más agua durante la época de lluvias. Por otra parte, hay algunos lagos en el área, como el Buthuwa y el Udapothana.

## Historia

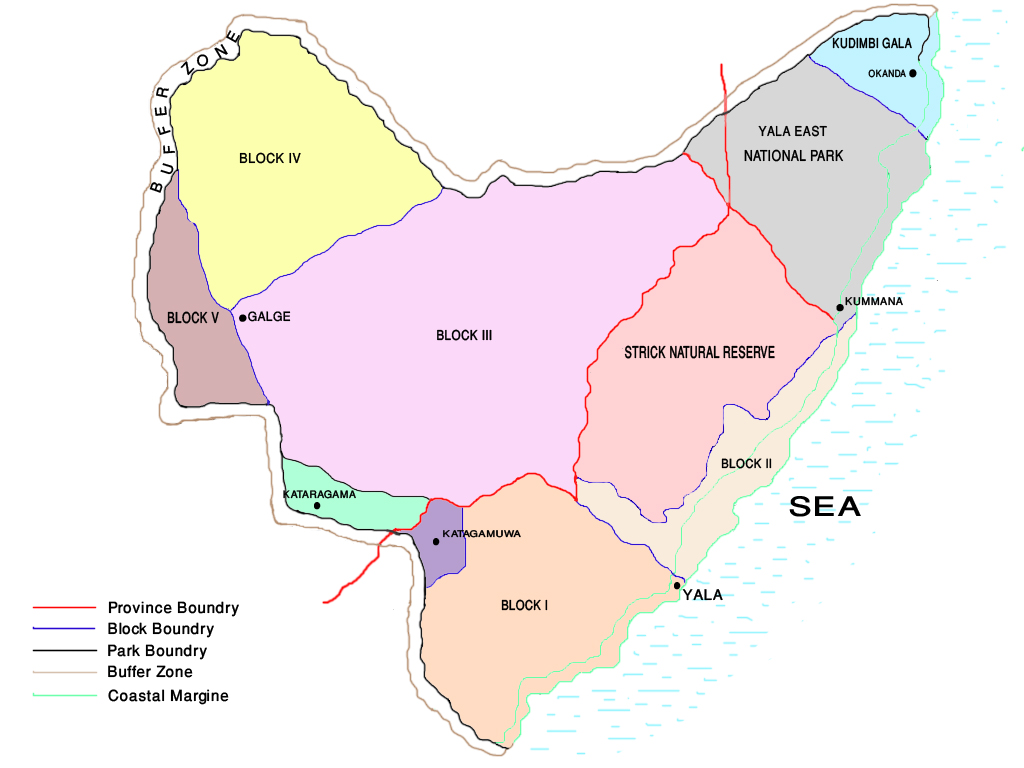
Mapa del parque nacional Yala.

En 1560, el cartógrafo español Cipriano Sánchez señaló Yala en su mapa y afirmó que estaba abandonada desde hacía 300 años debido a sus condiciones insalubres.
El presidente del Tribunal Supremo, Sir Alexander Johnston, escribió un relato detallado sobre Yala en 1806 después de viajar desde Trincomalee a Hambantota. El 23 de marzo de 1900, el gobierno proclamó las reservas de Yala y Wilpattu bajo la Ordenanza Forestal. Inicialmente, la extensión de la reserva era de 389 kilómetros cuadrados (150 millas cuadradas) entre los ríos Menik y Kumbukkan. En aquella época la reserva no llevaba el nombre de Yala. La Game Protection Society (en la actualidad, Wildlife and Nature Protection Society) desempeñó un papel decisivo en el establecimiento de la reserva. La zona forestal entre Palatupana y Yala fue declarada sitio de caza reservado únicamente para los deportistas residentes. Henry Engelbrecht fue nombrado primer guarda del parque.
El parque nacional está conformado por cinco bloques. El primero de ellos se estableció el 1 de marzo de 1938, designado como Reserva natural Yala Strict. Asimismo, lo que posteriormente fue el Bloque II, se convirtió en el parque nacional Yala. Cinco años después, en un intento por incrementar la popularidad del parque, se cambió el nombre de Yala a Ruhuna. Luego de que el Departamento de Conservación de Vida Silvestre tomara, en 1949, la responsabilidad de su manejo integró la reserva al parque en 1954. Más tarde se añadieron nuevos bloques: el Bloque III el 28 de abril de 1967, el Bloque IV el 9 de octubre de 1969 y el Bloque V el 5 de octubre de 1973. La suma total de los elementos que lo componen es de 97 878 hectáreas y, de ellas, la mayor parte es del Bloque III, con 40 774.

### Terremoto del océano Índico de 2004
El parque se encontraba en la dirección que seguía el tsunami causado por el terremoto del océano Índico del 26 de diciembre de 2004, que impactó el país aproximadamente noventa minutos después de su generación. Aunque serios fueron localizados los daños causados por el fenómeno, principalmente relacionados con afectaciones estructurales y a la vegetación. Además, unas 250 personas murieron. Se reportó que el tsunami alcanzó unos seis metros de alto y llegó a tierra adentro por medio de las desembocaduras de ríos en las dunas costeras.
En dos sitios del parque las afectaciones se produjeron hasta a 1.3 kilómetros de la costa y las praderas, bosques y humedales afectados comprendían un área de 5000 hectáreas. Por otro lado, se modificó aproximadamente el 60 % de la región costera. Un estudio analizó el comportamiento de dos elefantes con collares de rastreo y encontró que sus movimientos fueron consistentes con comportamientos causados por señales inmediatas generadas por el tsunami y no, como se llegó a atribuir, por un «sexto sentido».

## Flora

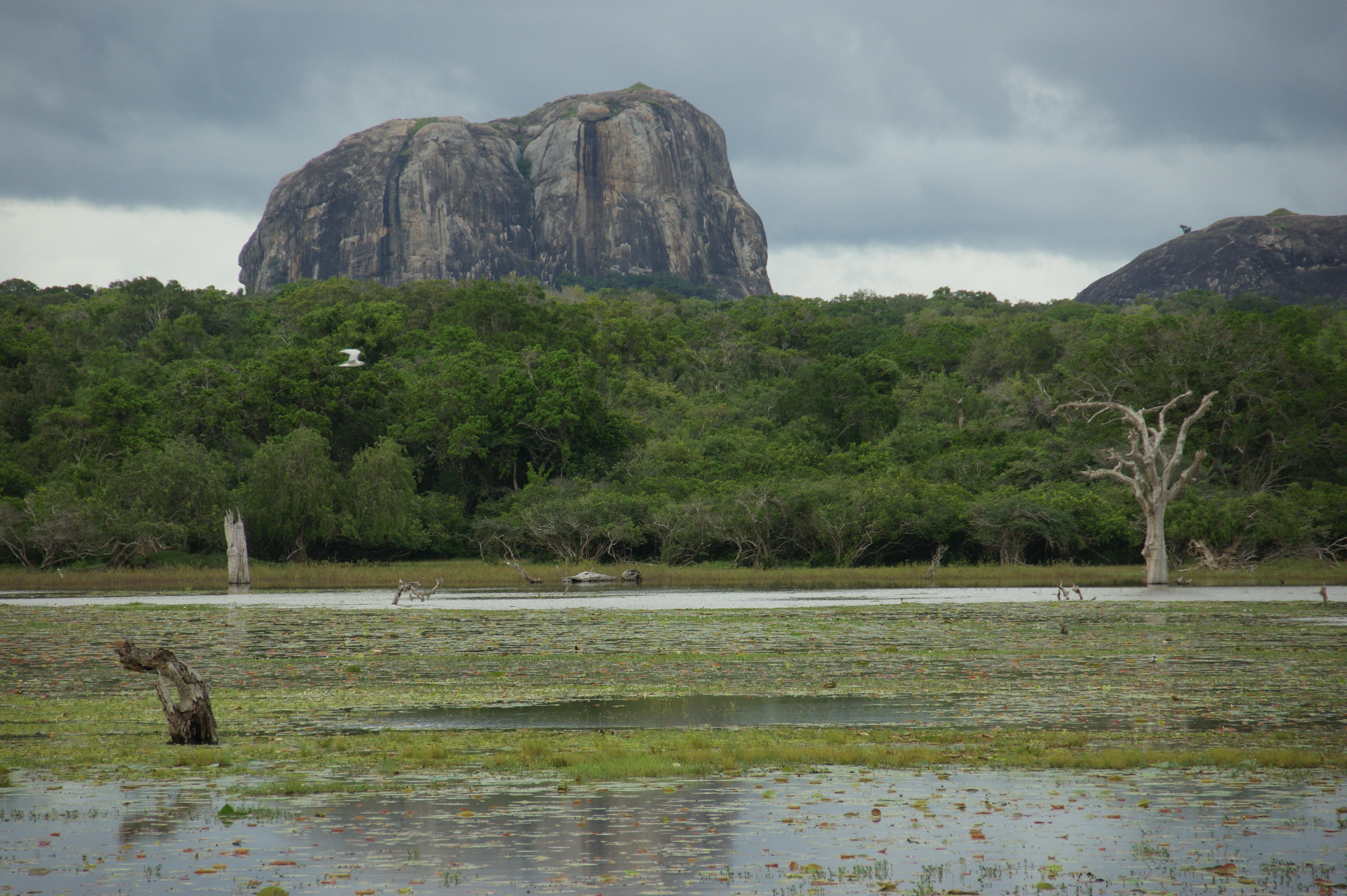
Un lago en el parque.

La variedad de ecosistemas en el parque abarca los bosques monzónicos húmedos, monzónicos secos, semicaducifolios y espinosos, así como praderas, pantanos, humedales y playas arenosas. La mayor área del Bloque I se encuentra bajo la cobertura forestal y, por su parte, otra proporción está conformada principalmente de pastizales. Estos últimos se pueden encontrar junto al mar, mientras que la superficie boscosa se limita a los alrededores del río Menik. Otros tipos de hábitats en ese bloque son las lagunas costeras, manglares —cuya vegetación se compone principalmente de Rhizophora mucronata y, en menor medida, especies de Avicennia y Aegiceras— y tierras de agricultura itinerante.
En el segundo bloque, cuya flora es similar a la del primero, abundan los pastizales Pitiya, como se observa en el Yalawela, otrora un fértil arrozal. Las cien hectáreas de manglares que hay en esa área se encuentran alrededor del estuario del río Menik. También se ubican las lagunas de Pilinnawa, Mahapothana y Pahalapothana. Las plantas frecuentes en el lugar son: Rhizophora mucronata, Sonneratia caseolaris, Aegiceras corniculatum, las especies de Avicennia, Acanthus ilicifolius, Excoecaria agallocha, Lumnitzera racemosa y, en la arena, Crinum zeylanicum.
En los restantes tres bloques están más extendidos los bosques. En este sentido, el dosel arbóreo se compone principalmente de las especies Drypetes sepiaria y Manilkara hexandra. Algunos otros árboles presentes son: Chloroxylon swietenia, Bauhinia racemosa, Salvadora persica y, en menor medida, Cassia fistula, Azadirachta indica y Feronia limonia. Hay también arbustos, como Dichrostachys cinerea, Randia dumetorum, Gymnosporia emarginata, Carissa spinarum y especies del género Ziziphus. En las zonas que se inundan por temporadas en el Bloque II se encuentran especies de Oryza. Por su parte, hay plantas como Glenniea unijuga y Sansevieria zeylanica que son endémicas de los humedales, mientras que otras, como Asparagus racemosus y Salacia reticulata, son medicinales.

## Fauna

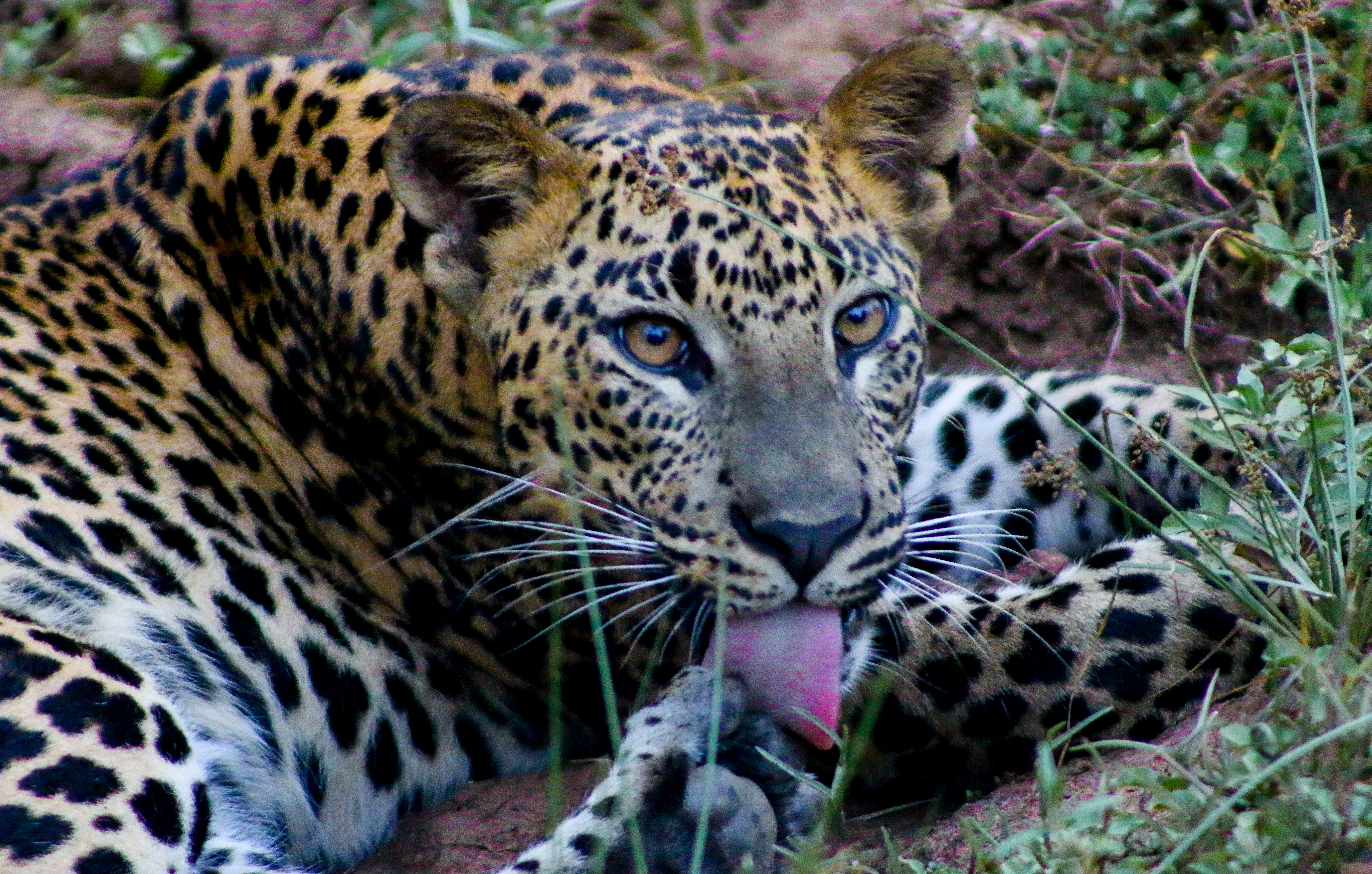
Un leopardo de Ceilán en el parque.

En el parque se han registrado 14 especies de anfibios, 30 de reptiles, 31 de peces, 31 de mamíferos y 151 de aves. Hasta un 90 % de la población de peces está conformada por la tilapia del Mozambique, una especie exótica, y otras como Garra ceylonensis y Esomus thermoicos. Asimismo, en las lagunas costeras hay una variedad de braquiuros y camarones. Entre los reptiles se destacan el cocodrilo de las marismas, el cocodrilo marino y el varano de Bengala, así como la cobra india y la víbora de Russell. También se encuentran varias tortugas, para las que la región costera es una área de anidación: tortuga verde, tortuga olivácea y tortuga laúd.
Por otro lado, un estudio encontró que esta zona tiene una de las densidades de población del leopardo de Ceilán, una subespecie de leopardo originaria de Sri Lanka, más grandes de la región y el mundo —principalmente en los sectores central y costero del parque—; las variaciones que hay en esa densidad están relacionadas con la disponibilidad de presas. Asimismo, es una zona de conservación de vida silvestre en el país que muestra una elevada concentración de elefantes asiáticos. Se ha calculado la presencia de hasta 380 ejemplares en un área de unos 300 kilómetros cuadrados. En este sentido, un estudio encontró que el Bloque I del parque «es una de las mejores áreas que sustentan poblaciones viables» de esos animales.
Junto con el leopardo y el elefante, hay también otras especies amenazadas, como el oso bezudo y el búfalo de agua. Otros animales que se encuentran en el sitio son: el jabalí, el ciervo moteado, el sambar y el chacal común. También es una de las áreas importantes para la conservación de las aves en Sri Lanka. La avifauna está compuesta por aves de presa —águila culebrera chiíla, pigargo oriental—, aves acuáticas —pelícanos, flamenco enano, espátula común, tántalo indio, jabirú asiático, garza real, garza imperial, de los géneros Nycticorax y Egretta, calamón común, pato aguja asiático—, aves migratorias que visitan las lagunas costeras —ánade rabudo, cerceta carretona, fumarel aliblanco, zarapito real, zarapito trinador, vuelvepiedras común, agujas— y conviven con las residentes —dendrocigninos, avefría malabar, avefría india, alcaraván indio de pico grueso—, entre otras, como son: vinago bicinta, bucerótidos, muscicápidos, monarca colilargo asiático, oriólidos y capitónidas.

## Turismo

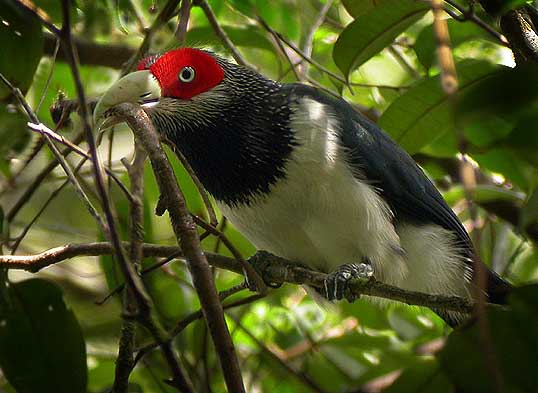
Malcoha de cara roja en el Parque nacional Yala.

Se han encontrado vestigios de una civilización agrícola e hidráulica que databa del siglo V a. C. Asimismo, en el interior del parque se ubica Sithulpauuwa, un asentamiento monástico, que llegó a albergar a 12 000 arhats y pasó a convertirse en un centro de peregrinación del país. Es el parque más visitado de Sri Lanka —en 2002, recibió unos 156 867 turistas— y de los visitantes alrededor del 30 % son extranjeros, principalmente europeos. En este sentido, en los primeros meses de 2009, este sitio recibió unos ingresos de 26.7 millones de rupias. Principalmente el turismo se concentra en el Bloque I, aunque hay también sitios de campamento en los bloques II y III. Por otro lado, entre septiembre y mediados de octubre el lugar está cerrado por condiciones de sequía. Existe también un pequeño museo.
Según un estudio, hay dos tipos de turistas que visitan el parque: los peregrinos y los interesados en la vida silvestre. De estos últimos, la mayoría toma un safari de mediodía. Deben además comprar entradas que varían de los 0.25 dólares para los visitantes locales a los 12 dólares para los extranjeros. En el caso de los peregrinos, acuden a sitios como Kataragama, Palatupana, el pico de Adán y el Sithulpauuwa, que son lugares sagrados para hindúes, musulmanes y budistas. Estos ingresan sin necesidad de comprar una entrada o de ser acompañados por un guía. Alrededor de 400 000 peregrinos visitan Yala cada año. El lugar ha sido objeto de ataques terroristas. El 17 de octubre de 2007, miembros de los Tigres de Liberación del Eelam Tamil atacaron un destacamento militar en el parque y ocasionaron la muerte de seis soldados y uno más involucrado en la explosión de una mina terrestre. Posteriormente, el 11 de julio de 2008, cuatro personas fallecieron en otro ataque del mismo grupo a un autobús que trasladaba peregrinos a Kataragama.

## Amenazas y conservación

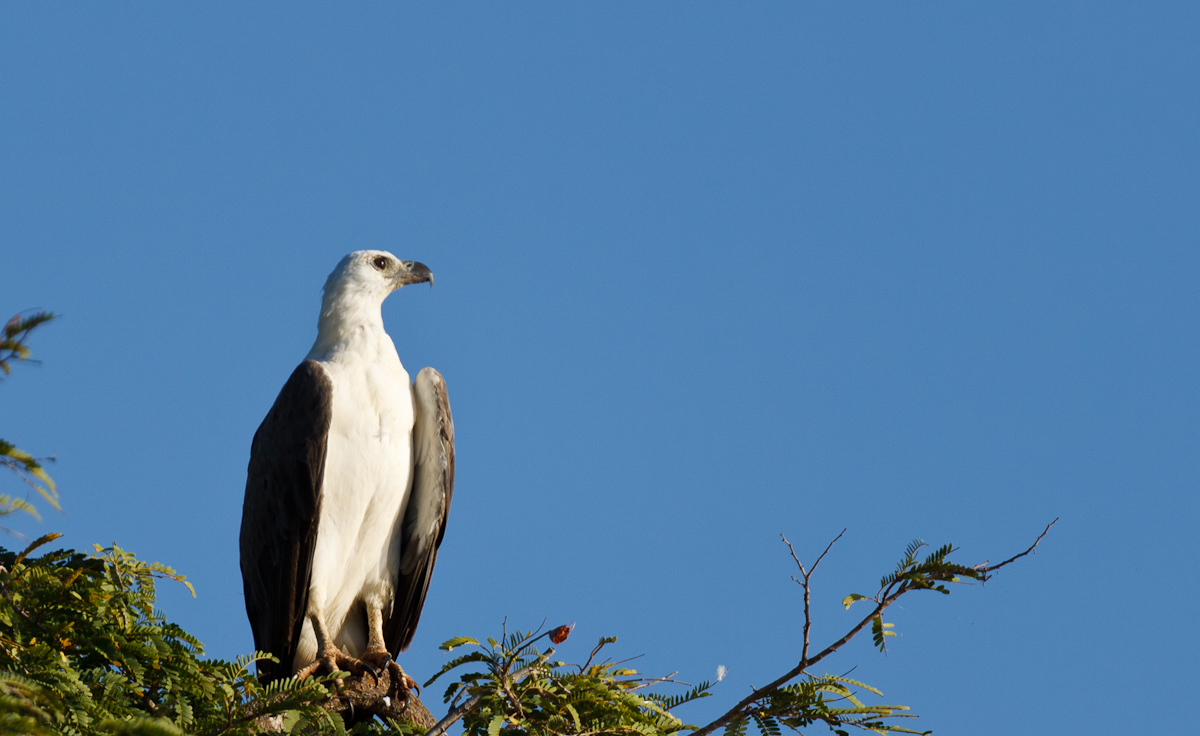
Un pigargo oriental del parque.

Las principales amenazas que se enfrentan son la caza furtiva, explotación de piedras preciosas —principalmente en las zonas de los ríos Menik y Kumbukkan Oya—, tala de árboles, ingreso de ganado y la invasión agrícola. Esta última ocurre en los Bloques III y IV, donde la agricultura itinerante para el pastoreo en la temporada seca afecta los límites del parque. Asimismo, algunos guardianes han muerto en enfrentamientos con cazadores furtivos. Por su parte, una arboleda de Sonneratia caseolaris en el estuario del río Menik sufre de acronecrosis. Otros problemas relacionados con la conservación son el cultivo de tabaco y las contaminaciones atmosférica y acústica producto del turismo descontrolado, así como la amenaza para las plantas nativas que representa el crecimiento de especies exóticas invasoras como Lantana camara, Opuntia dillenii y Chromolaena odorata.
En porciones sin árboles ocultas dentro del bosque se cultiva ganja. Además, los pescadores en Patanangala cazan y alteran la fauna. Algunas veces contaminan las playas con escombros, colocan trampas tierra adentro y con redes de pesca atrapan tortugas, cuyos nidos también desentierran. Sin el desherbado —practicado hasta la década de 1950—, es inevitable la transformación de las praderas interiores a selvas de matorrales. Por otro lado, los vehículos utilizados en el turismo pueden hostigar a los animales, especialmente en lugares donde la llegada de personas es mayor, como las áreas de visita de peregrinos. El Departamento de Conservación de Vida Silvestre ha tomado algunas medidas para enfrentar estas problemáticas, como el manejo de tierras de pastoreo, conservación de estanques de agua y erradicación de especies invasoras. También se construyó una cerca eléctrica de cuarenta kilómetros de distancia para evitar que los elefantes se acerquen a pueblos cercanos.